# بورستاين باخمان
بورستاين باخمان (بالآيسلندية: Þorsteinn Bachmann)‏ هو ممثل أيسلندي، ولد في 25 أكتوبر 1965.

## وصلات خارجية
- بورستاين باخمان على موقع IMDb (الإنجليزية)
- بورستاين باخمان على موقع قاعدة بيانات الأفلام العربية
- بورستاين باخمان على موقع ألو سيني (الفرنسية)
- بورستاين باخمان على موقع قاعدة بيانات الفيلم (الإنجليزية)
- بورستاين باخمان على موقع كينوبويسك (الروسية)